# Cis unicus
Cis unicus es una especie de coleóptero de la familia Ciidae.

## Distribución geográfica
Habita en Hawái.